# Kaffraria
Kaffraria war ein zur britischen Kapkolonie gehörendes Gebiet zwischen Britisch-Kaffraria, den Distrikten Queenstown und Wodehouse, Basutoland, der Kolonie Natal und dem Indischen Ozean.
Kaffraria umfasste die Distrikte Transkei, Tembuland, Griqualand East und das Pondoland. Das Gebiet umfasste 18.310 Quadratmeilen (47.422 km²) mit (1904) 834.644 Einwohnern, davon 16.777 Weiße. Das Land wird im Nordwesten von den Storm- und Drakensbergen begrenzt, von denen mehrere Flüsse (Great Kei River, Umtata (heute Mthatha), St. Johns River (heute Mzimvubu), Bashee (heute Mbhashe)) dem Meer zuströmen. 
Kaffraria wurde schon vor der Eingliederung in die Kapkolonie (1875–1894) durch britische Kommissare verwaltet. Die Church of England war zu dieser Zeit in diesem Gebiet mit Missionaren zusammen mit der Society for the Propagation of the Gospel (SPG) tätig.